# 夏威夷州州长
夏威夷州州长（英語：Governor of the State of Hawaii）是美国夏威夷州政府的行政首脑，也是夏威夷州军事部隊的总司令。夏威夷州州长职权包括执行州法律、 签署或否决夏威夷州议会的议案、议会召集、赦免权（叛国、弹劾除外）。现任州长乔希·格林，2022年12月5日上任。
迄今为止的9位州长中，有2位连任三届，3位连任两届。任职仅一届的州长为第一任州长威廉·F·奎因（威廉·F·奎因在建州之前曾担任过一届夏威夷领地总督）和第七任州長尼尔·阿伯克龙比。日裔的喬治·有吉是美国历史上首位亚裔州长，同為日裔出身的大衛·伊藝是次位。

## 历史
1898年，美国吞并夏威夷共和国；1900年，夏威夷建置为夏威夷领地。1959年，建州并加入联邦。夏威夷共和国仅历一任总统桑福德·多尔，后其成为夏威夷领地首任总督。1893年至1894年间，夏威夷由夏威夷临时政府管治，无正式领导人。1893年之前，夏威夷为君主制（参见夏威夷君主列表）。